# Émile Goffay
Émile Goffay est un architecte belge né le 9 mai 1910 à Bruxelles et mort le 26 mars 1961 à Malines.

## Biographie
Émile Goffay commence ses études au département d'architecture de l’institut Saint-Luc de Bruxelles où il obtient son diplôme d’architecte. En 1930, il poursuit son cursus académique durant trois ans à l’institut des arts décoratifs La Cambre où il est élève de Jean-Jules Eggericx, Victor Bourgeois et Raphaël Verwilghen. 
Alors qu’il est encore étudiant, il se classe deuxième lors du concours pour l’aérogare de Deurne (1929) avec les architectes Gérard et De Mey. 
Il commence sa carrière en 1932 par l’édification d’un immeuble à appartement à Woluwe-Saint-Lambert, boulevard Brand Whitlock. 
En 1935 il construit sa première villa pour ses parents à Woluwe-Saint-Pierre. Inspirée de l’œuvre de Le Corbusier, la Villa Stein à Garche (1927), cette réalisation est une de ses œuvres les plus marquantes. 
Il poursuit son travail et se spécialise à partir de l’année 1937 dans la construction d’immeubles à appartements. Ses nombreuses interventions contribuent à modifier le tissu urbain de Bruxelles et surtout le long de l’avenue Louise à Bruxelles. En 1950, il est le premier architecte appelé à concevoir le passage couvert Galerie Louise à Ixelles, bordé de commerces, agrémenté d’espaces de loisir et d’un complexe de logement. 
Dans les années 1950, on remarque un intérêt de l’architecte pour le Congo au travers notamment de sa participation à deux projets : le concours pour la résidence du gouvernement général du Congo belge à Léopoldville (1951) et le projet d’immeuble de bureaux pour le ministère des Colonies (1955). 
En 1952, il construit un club de tennis couvert, rue du Beau Site à Bruxelles. Un projet remarquable resté dans son état d’origine. 
Sa carrière est jalonnée par la conception de quelques villas qui se font plus nombreuses dans ses dernières années d’activité. 
La fin de sa carrière est marquée par l’obtention du prix d’architecture pour l’élaboration du plan de la Maison communale et Centre culturel d’Auderghem. À la suite de son décès, les plans originaux sont repris par les architectes Vermeulen et Van Antwerpen qui édifient le projet en 1968. 
Malgré de nombreux projets construits, son œuvre reste aujourd’hui méconnue du grand public et de ses paires.

## Réalisations remarquables

### Maison de M. et Mme Goffay (1935)[5]

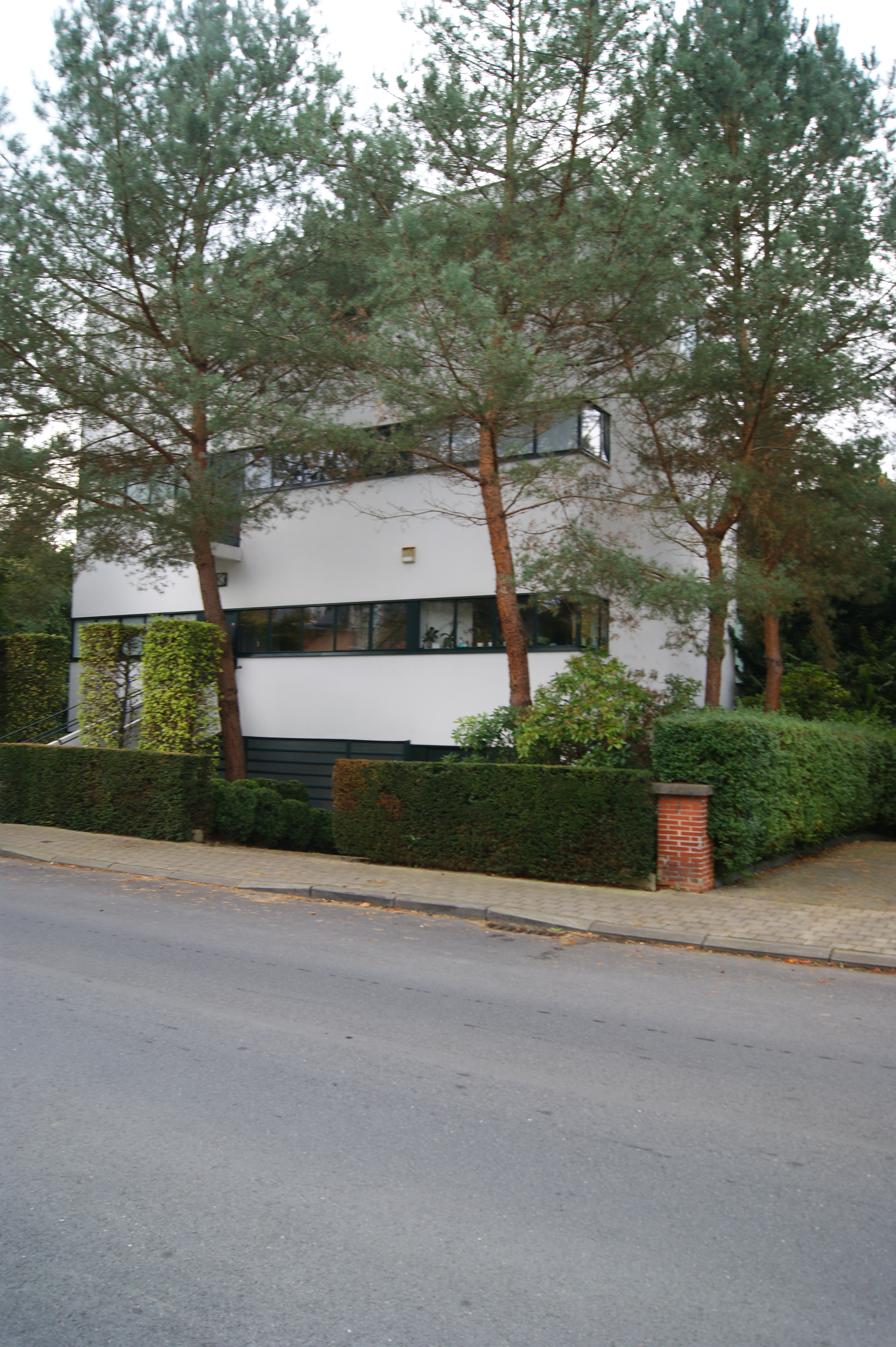
Maison de Mr. et Mme Goffay, 43 Avenue du Hockey, 1150 Bruxelles

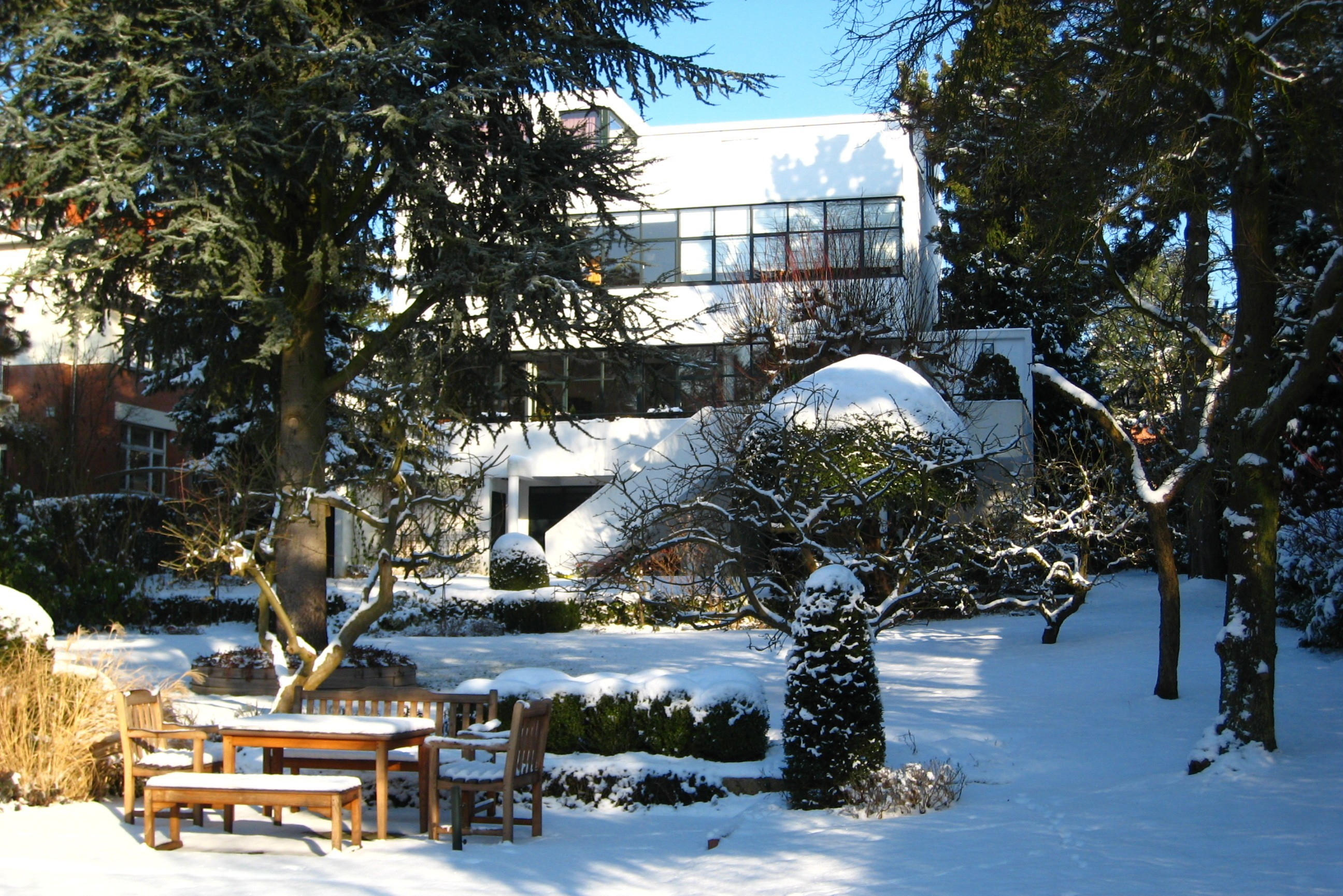
Vue depuis le jardin

La maison de M. et Mme Goffay, située Avenue du Hockey à Woluwe-Saint-Pierre, est encore aujourd’hui considérée comme l’œuvre majeure de la carrière d’architecte d’Émile Goffay. 
Une de ses premières constructions, qu’il réalise en 1935 pour ses parents. De style modernisme, cette maison de trois étages en béton armé est empreinte d’influence corbuséenne. Émile Goffay suit à la lettre les cinq points de l’architecture de Le Corbusier et la ressemblance avec la Villa Stein (1925) de l’architecte français est notable. On y retrouve le toit-terrasse, la fenêtre horizontale en bandeau, la rampe d’accès et une absence totale d’ornementation. La construction sur colonnes laissant un espace libre sous la maison évoque la Villa Savoye.
Cependant, ce premier projet d’habitation unifamiliale reste un aparté dans la carrière de l’architecte belge. Il se tourne par la suite vers la construction d’immeuble à appartement et s’éloigne de l’architecture moderniste de Le Corbusier. 
En 1989, la famille Goffay vend la demeure aux actuels occupants qui la restaurent en se fondant sur les plans originaux. Cet unique changement de propriétaire a certainement favorisé le maintien de l’œuvre dans son état originel. À ce jour, la maison est partiellement classée (toiture, façade et disposition intérieure).  

### Passage couvert "Galerie Louise" et complexe "Centre Louise" (1950)[7],[8]

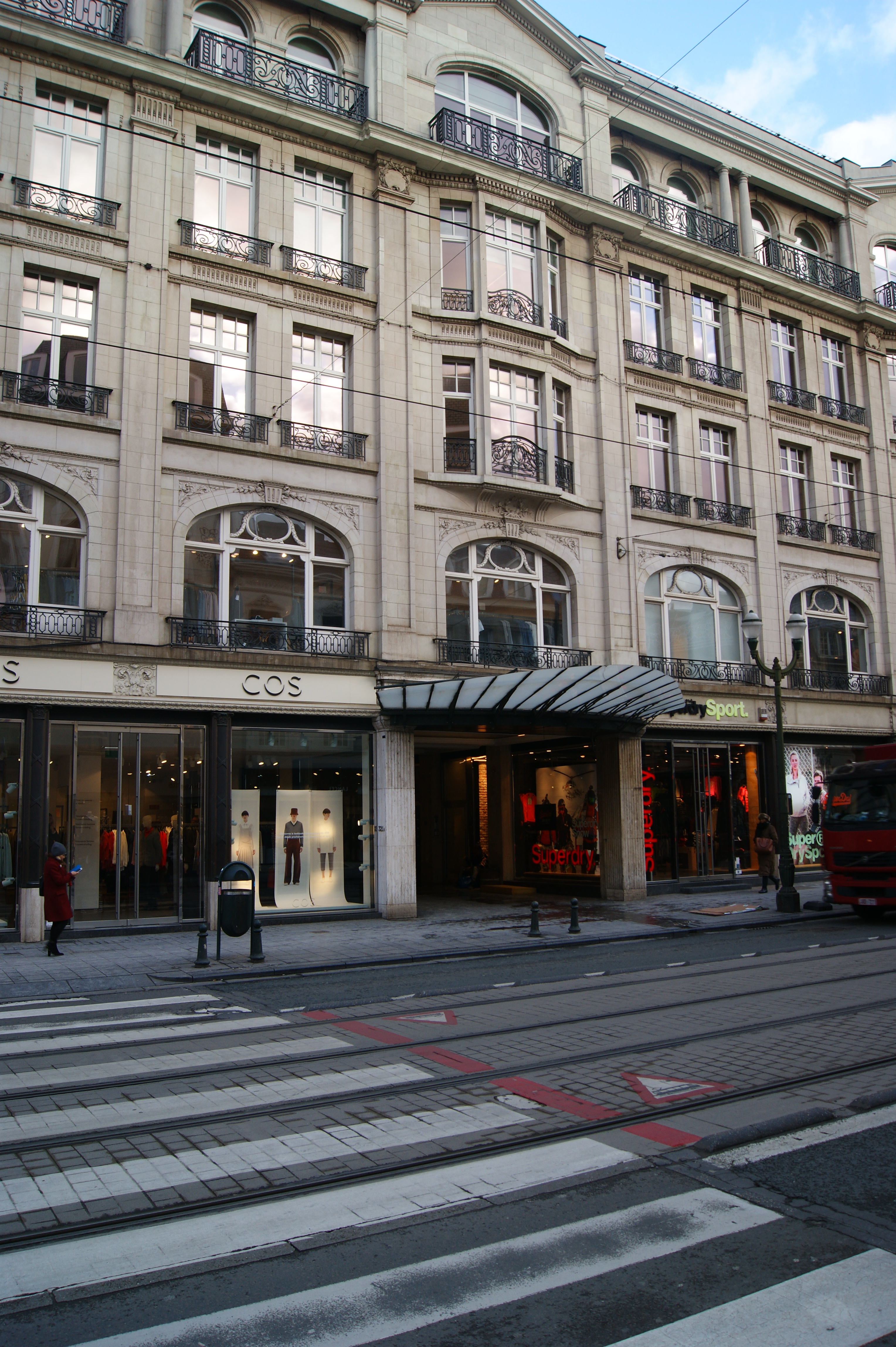
Façade de la Galerie Louise, 1000 Bruxelles

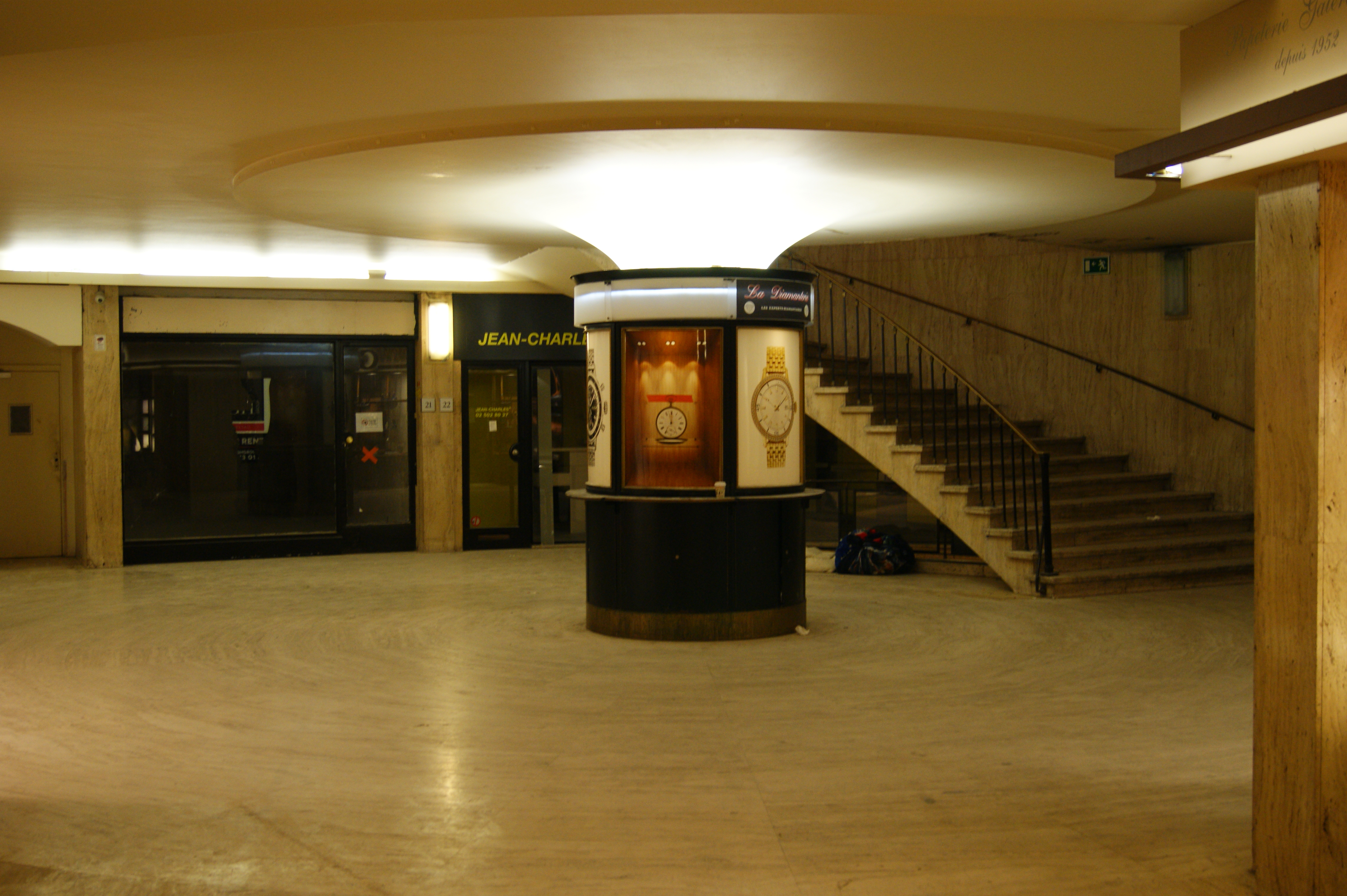
Galerie Louise, 1000 Bruxelles

Ce projet implanté au début de l’Avenue Louise s’organise sur 11 niveaux et abrite de nombreuses fonctions telles qu’un immeuble de bureaux, des garages, un passage couvert brodé de magasin, et en sous-sol des salles de concert, cinéma, théâtre et conférence. L’organisation du projet répond au dénivelé de huit mètres qu’il y a entre la rue Crespel à Ixelles et l’avenue Louise à Bruxelles.
Inaugurée en 1953, la galerie perpendiculaire à l’avenue Louise est articulée par deux rotondes qui gèrent les flux horizontaux et verticaux. Celle-ci, se terminant initialement en impasse, est reliée à la place Stéphanie en 1956.
Jacques Cuisinier joint en 1963 la galerie Louise à l’avenue de la Toison d’or par la Galerie de la Porte Louise qui augmentera l’ensemble d’une cinquantaine de magasins. Une ultime opération est réalisée en 1987. 
À ce jour, après toutes ces transformations, le projet initial d’Émile Goffay reste intact. 

### Tennis Club (1952)

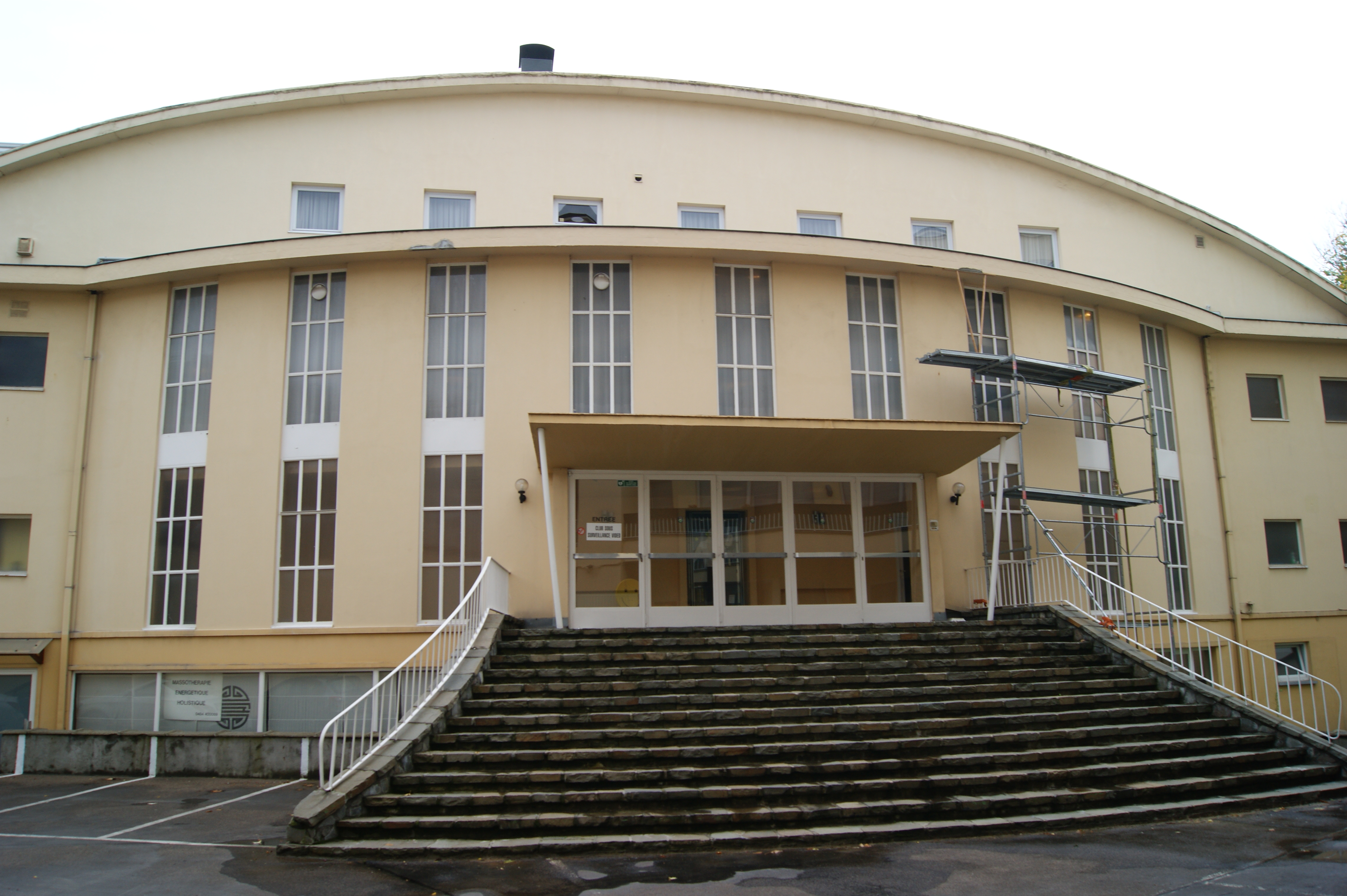
Tennis Club, 26 Rue du Beau Site, 1050 Bruxelles

### Tennis Club (1952)[9]

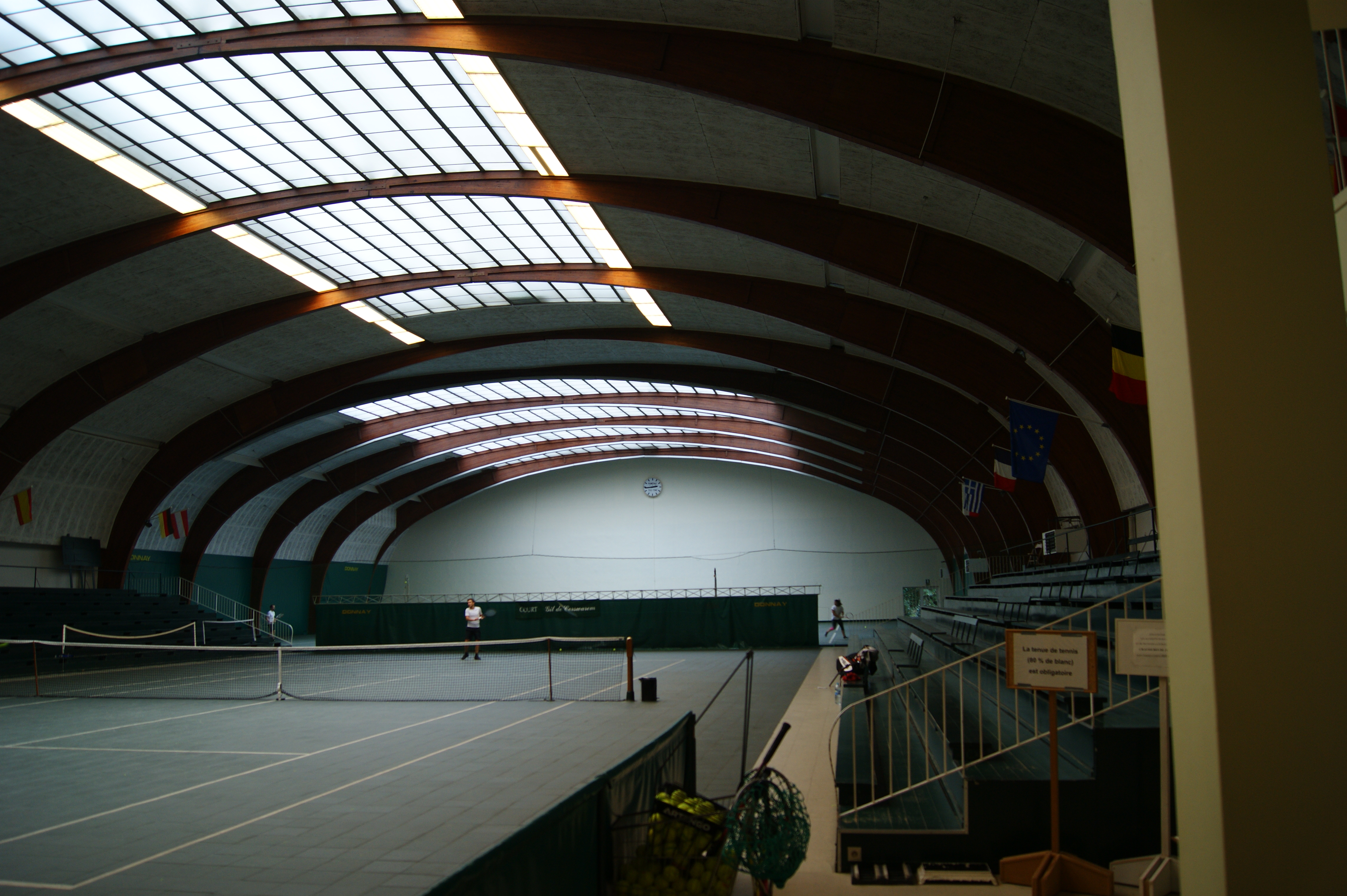
Tennis Club, 26 Rue du Beau Site, 1050 Bruxelles

Le Club de Tennis au cœur d’un îlot bordé par l’avenue Louise trouve son entrée principale rue du Beau site. La façade du bâtiment ne se trouve pas à rue, mais à quelques mètres de celle-ci. Elle se compose de quatre niveaux, dont le dernier est en retrait et se courbe en suivant la forme de la toiture. Celle-ci est directement induite par la structure en bois lamellé-collé composée de dix fermes en arc elliptique. Cette technique permet à Émile Goffay de concevoir la salle des courts de tennis avec une portée de 35 mètres de large et 14,4 mètres de haut. La largeur des arcs diffère selon les efforts qu’ils reprennent. La toiture est ajourée en suivantes l’axe des terrains de tennis par deux grandes verrières qui apportent une lumière naturelle. En sous-sol, les vestiaires sont les copies conformes de ceux de Wimbledon. 
Le club est toujours entretenu dans son état d’origine. 

## Réalisations et projets[10]

### Chronologie de ses réalisations
- 1932 : Immeuble à appartement, boulevard Brand Whitlock, Woluwe-Saint-Lambert[11]
- 1935 : Maison de M. et Mme Goffay, avenue du Hockey 43, Woluwe-Saint-Pierre[12]
- 1936-1937 : Palais de la Joyeuse Entrée, croisement avenue de la Joyeuse Entrée et rue de la Loi, Bruxelles[13],[14]
- 1938 : Résidence Miramar, avenue de la Toison d'Or 23, Bruxelles[15]
- 1947 : Immeuble à appartement pour M. Lechien, 8300 Knocke-Le-Zoute
- 1947 : Villa  pour M. S. Biche, avenue Behrens Eyde, Watermael-Boitsfort

- 1949 : Immeuble à appartement « Abbaye III », avenue Louise 457, Bruxelles[4]
- 1950 : Immeubles à appartements Résidence Rivoli, avenue Louise 178, Bruxelles[4]
- 1950 : Hôtel particulier « L’Egmont », boulevard de Waterloo 53, Bruxelles[4]
- 1950-1958 : Passage-couvert « Galerie Louise » et complexe « centre Louise », place Stéphanie, Bruxelles[16]

- 1951 : Immeuble à appartement « Résidence Auteuil » pour MM. Herpain et fils, avenue Louise 399, Bruxelles[4]
- 1952 : Maison jumelée, rue Saint-Hubert 8, Woluwe-Saint-Pierre[17]
- 1952 : Lotissement « Waroux » Château d’Alleur, Alleur
- 1952-1954 : Tenis Club, rue du Beau Site 26, Bruxelles[18]
- 1953 : Immeuble à appartement, avenue Blonden, Liège
- 1954 : Immeuble « Winterthur », croisement de l’avenue Marnix et de la rue du Champ de Mars, Bruxelles[4]
- 1954 : Immeuble à appartement, rue Bosquet 75-79, Saint-Gilles[19]
- 1955 : Villa M. Hannecart, avenue du Manoir, Waterloo
- 1955 : Villa M. Pirard, avenue du Loriot, Rhode-Saint-Genèse
- 1955 : Immeuble à appartements : « Les Terrasses », Liège
- 1956 : Immeuble à appartement, avenue Brugmann 32, Saint-Gilles[20]
- 1956-1960 : Immeuble à appartements « Mercator Huis », au croisement Frankrijklei et l'avenue De Keyser, Anvers
- 1957 : Immeuble à appartements « Clee Flat », rue Blanche 2, Bruxelles[4]
- 1957 : Hôtel restaurant, Lokeren
- 1958 : Immeuble à appartements, avenue Louise 471, Bruxelles[4]
- 1958 : Immeuble de bureau « U.C.B. », chaussée de Charleroi 4 et avenue Louise, Bruxelles
- 1958 : Immeuble à appartement « Flat’s Résidence », Centre Lotelier Raba, Bruxelles
- 1958 : Villa pour M. Van De Vivier, Bospark, Lokeren
- 1959 : Immeuble à appartement, boulevard de Waterloo, Bruxelles
- 1959 : Passage couvert « Galerie de Londres », De Keiserstraat et Vestingstraat, Anvers
- 1959-1960 : « Park-Hotel », Lokeren
- 1960 : Maison communale et centre culturel Auderghem, Auderghem
- 1960 : Villa pour M. Boyadian, avenue de la Pinède, Uccle
- 1960 : Entrée du jardin de la villa de Mme De Keersmaecker, avenue du Gui, Uccle
- 1960 : Immeuble à appartement « Résidence Splendid », Ostende
- 1960 : Aménagement intérieur de l’établissement « Albert-Plage », Knokke
- 1960 : Usines pour la « Gate Rubber Company », Erembodegem
- 1960 : Immeuble à appartements « Flats’ Building », rue de Hennin, Ixelles
- 1960 : Villa de M. Patte, Enghien
- 1960 : Villa de Mme Michot, avenue Behrens Eyde, Watermael-Boitsfort
- 1960 : Villa de M. Soltermann
- 1960 : Villa de Melle Corremaert, avenue Elisabeth, Le Zoute, Knocke
- 1960 : Villa de M. Ernstrom, avenue du Manoir, Waterloo
- 1960 : Villa de M. Lechien
- 1960 : Villa, avenue de l’Aiglon, Uccle

### Projets non construits
- 1947 : Immeuble à appartement « Residence Elisabeth II », avenue Winston Churchill 59, Uccle[4]
- 1950 : Projet d’aménagement pour la cité administrative, place du Luxembourg, Bruxelles[4]
- 1950 : Casino provisoire « Emssallah’s gardens », Tanger, Maroc
- 1950 : Projet de « cité pour Indigènes » pour la société Urbaco, Léopoldville, Congo belge
- 1950 : Projet d’immeuble à appartement, Congo belge
- 1951 : Concours pour la Résidence du Gouvernement Général du Congo belge

- 1951 : Immeuble à appartement, au croisement de l’avenue Louise et de la rue de la Bonté, Bruxelles[4]
- 1951 : Immeuble à appartement, avenue Brugmann 10, Saint-Gilles[4]
- 1953 : Immeuble à appartements « L’Ambassador », avenue Louise 437-439, Bruxelles[4]
- 1954 : Concours pour l’aérogare de Melsboroeck, Steenokkerzeel
- 1955 : Agrandissement de la maison de M. J. Goffay, rue de la Tourelle 60, Etterbeek[4]
- 1955 : Projet d’immeuble de bureaux pour le ministère des Colonies, sur l’îlot entre l’avenue Louise, la rue du Magistrat, la rue du Châtelain et la rue de Washington, Bruxelles
- 1955 : Club sportif, chemin de Struybeken, Woluwe-Saint-Lambert[4]
- 1955 : Immeuble de bureaux pour l’Union chimique belge, Zandvoorde, Ostende
- 1955 : Immeuble à appartements, au croisement de l’avenue Louise et de la rue du Bailli, Bruxelles[4]
- 1960 : Immeuble à appartements « Résidence Longchamp », avenue Winston Churchill 39-41, Uccle[4]

### Ouvrages
- Jacques Aron, Patrick Burniat, Pierre Puttemans, L’architecture moderne à Bruxelles: guide, Editions de l’Octogone, Bruxelles, 1996, p. 72.
- Françoise Aubry, Jos Vandenbreeden, France Vanlaethem, Art nouveau, art déco & modernisme, Racine, Bruxelles, 2006, p. 367.
- Caroline Berckmans, Pierre Bernard, Bruxelles ’50 ‘60: architecture moderne au temps de l’expo 58, Aparté, Bruxelles, 2007, p. 39.
- Patrick Burniat, Pierre Puttemans, Jos Vandenbreeden, L’architecture moderne Bruxelles: guide, Octogone, Bruxelles, 2000, p. 223.
- Françoise Aubry, France Borel, Christine De Naeyer, Françoise Deville, Éric Hennaut, Anne Lambrichs, Caroline Mierop, Bruxelles Art Déco : 1920-1930, Norma Editions, Paris, 1996.
- Maurice Culot, 100 ans d’architecture à Bruxelles : 1910-2010, Archives d’architecture moderne, Bruxelles, 2014, p. 13.
- Maurice Culot, Emir Kir, Bruxelles architectures: de 1950 à aujourd’hui, Archives d’architecture moderne, Bruxelles, 2012, p. 24.
- Maurice Culot, Anne van Loo, Victor-Gaston Martiny, Musée des Archives d’architecture moderne, Fondation Robert-L. Delevoy: collections, Archives d’architecture moderne, Bruxelles, 1986, p. 231.
- Pascale Ingelaere, , Werner Adriaenssens, Jean-Marc Basyn, Patrick Burniat, Maurice Culot, Rika Devos, Dirk Fredricx, Modernisme, Art Déco, Mardaga, Sprimont, 2004, p. 26.
- Anne van Loo, Marc Dubois, Natascha Langerman, Dictionnaire de l’architecture en Belgique: de 1830 à nos jours, Fonds Mercator, Anvers, 2003.
- Marcel Vanhamme, L’histoire illustrée du haut de la ville: de la porte de Namur à l’avenue Louise, Publications de Bruxelles, Tervuren, 1972.
- Serge Jaumain, Dictionnaire d’Histoire de Bruxelles, Prosopon, Bruxelles, 2013.
- Louis-Philippe Breydel, Sandra Caltagirone, Intérieur bruxellois Modernisme & Art déco, Edition Alice, Bruxelles, « Villa moderniste avenue du Hockey », 2004, p. 158-167

### Articles
- J. Prieux, « Palais de La Joyeuse Entrée », Clarté, n°3, mars 1937, p. 35-37.
- Godefroid Mesnel, « Un immeuble complet », L’art Belge, n°1, 1936, p. 120-124.
- Galerie Louise - Galerie de la Porte Louise - Espace Louise, Irismonument.be, 2007-2009.
- « La galerie de la Porte Louise », La Maison, n°7, juillet 1964.
- L. Novgorodsky, « Les travaux d’aménagement de la galerie de la porte Louise à Bruxelles », Technique des travaux, juillet-aout 1964, p. 209-221.
- Pierre-Louis Flouquet, « Les embellissements de la capitale, La Galerie Louise »,  Chimie et bâtiment, février 1953.
- Tennis Club de Belgique Rue du Beau Site 26, irismonument.be, 2005 – 2006.
- Caroline Berckmans, Pierre Bernard, Bruxelles '50 '60: architecture moderne au temps de l'expo 58, Aparté, Bruxelles, 2007, p. 39.
- Un club de tennis hors du commun !, La Libre.be,19 septembre 2008.
- « Description d’ouvrage, Immeuble à appartement au boulevard Brand Whitlock à Bruxelles », L’ossature Métallique, N°3 juin-juillet-août 1932, p. 53-54